# Amoret
|  | Aquest article tracta sobre el motiu ornamental. Si cerqueu la població dels Estats Units, vegeu «Amoret (Missouri)». |

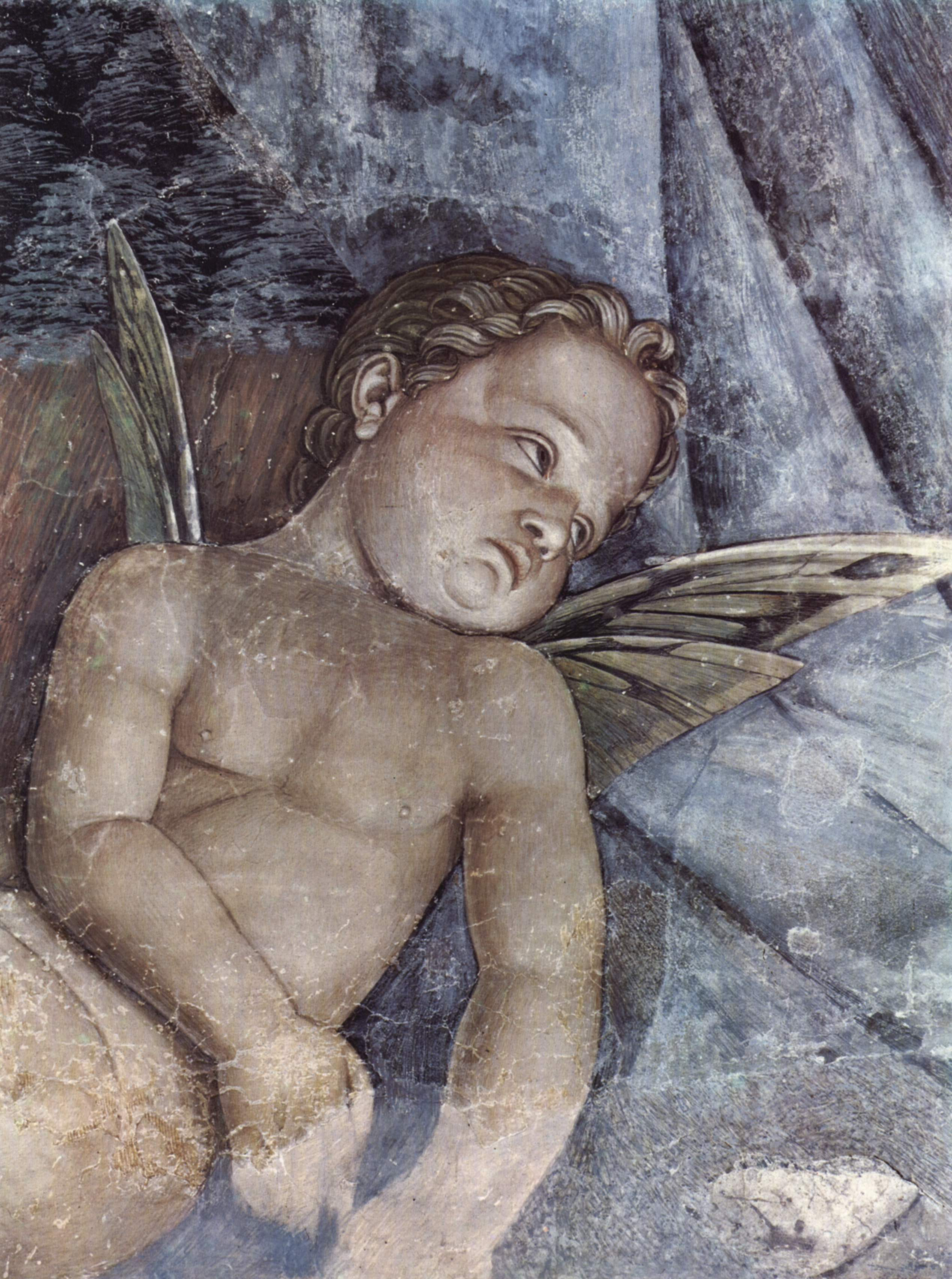
Putto en forma d'àngel d'Andrea Mantegna al Palazzo Ducale de Màntua

Un amoret, també conegut com a putto (mot italià; en plural, putti) és un motiu ornamental que adopta la figura de nen nu i alat. El terme italià putto, molt difós en la literatura i en la història de l'art, deriva del llatí putus. Vasari, a la seva obra Vite de più eccellenti architetti, pittori, et scultori italiani, da Cimabue insino a tempi nostri (1550-1565), en va donar la descripció primera.
La seva representació és abundant durant el Renaixement i el Barroc italià, principalment en el Barroc sicilià, i s'empraven com a elements decoratius a les esglésies, als altars, als orgues, als frescs i a l'escultura. Des de l'antiguitat fins als nostres dies, els amorets són utilitzats per representar la figura infantil d'Eros, el déu de l'amor conegut com a Cupido. A l'art paleocristià, aquesta forma de representació es va utilitzar per a la simbologia dels àngels; durant el Renaixement va ser freqüent emprar-los com a àngels músics: un bon exemple va ser l'ús que li va donar Donatello a l'altar major de la basílica de Sant Antoni de Pàdua.